# Ivtchenko-Progress D-436
L’Ivtchenko-Progress D-436, parfois aussi désigné Progress D-436, est un turboréacteur à double flux triple corps à fort taux de dilution développé par la compagnie Ukrainienne Ivtchenko-Progress ZMKB.

## Historique et développement
Il fut développé initialement pour correspondre aux besoins des versions tardives des Yakovlev Yak-42 et Antonov An-72, dans les années 1980. Le moteur fut démarré pour la première fois en 1985 et fut ensuite certifié, en 1987. Plusieurs versions ont été développées et sont actuellement en service sur plusieurs avions variés.

## Conception
Le D-436 fut développé comme une suite logique du Lotarev D-36. Beaucoup d'éléments de sa conception reprirent d'ailleurs des éléments de son prédécesseur, mais aussi d'un autre moteur, le Progress D-18T. Le D-436 intégrait une soufflante mise à jour et tournant plus vite, une chambre de combustion à plus faibles émissions et de nouvelles sections de compresseur. Plusieurs versions sont même équipées d'un système de gestion FADEC.

## Versions

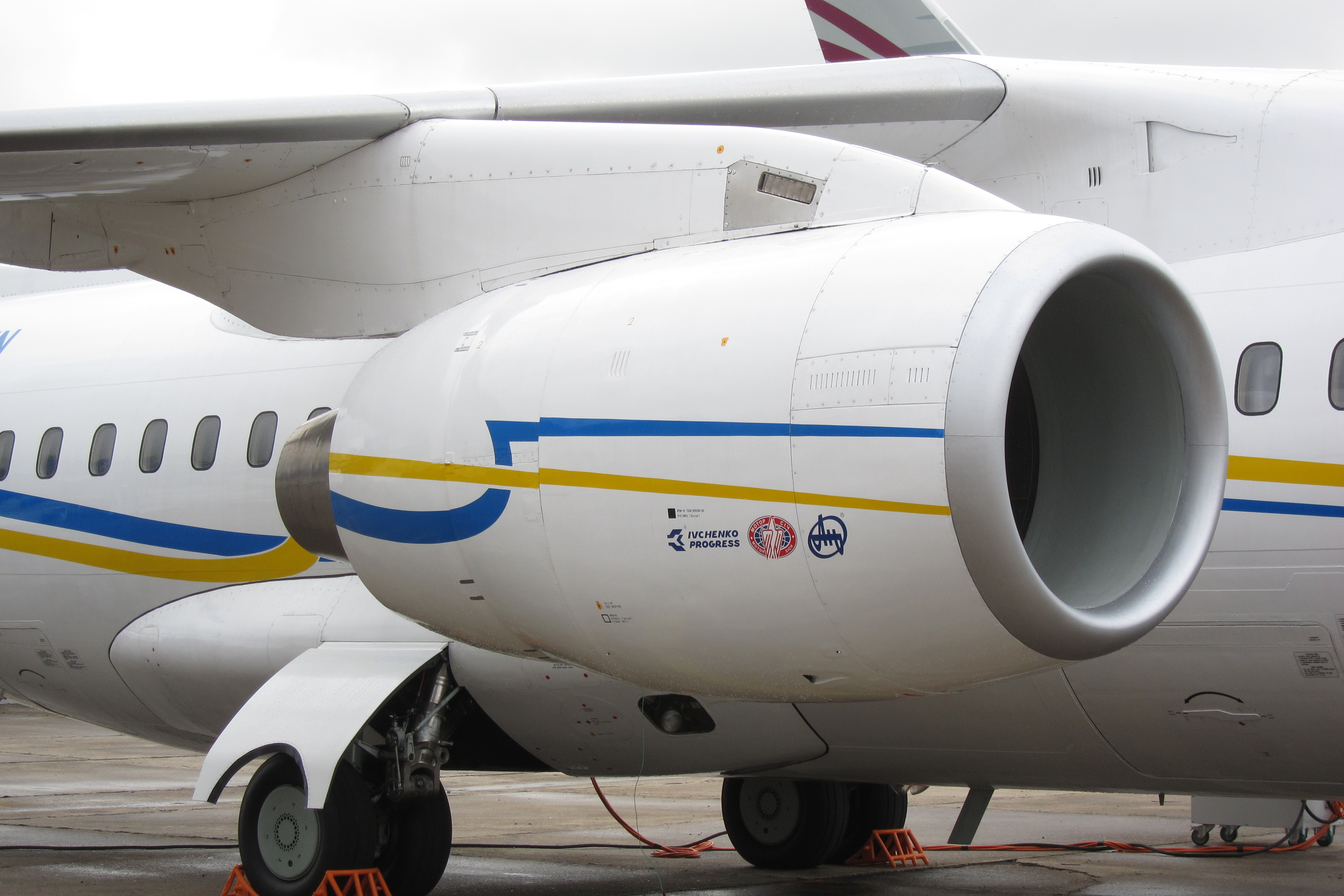
Un Progress D-436 installé sur un Antonov An-158.

- D-436K : La version K fut la version originale du moteur. Il avait un taux de dilution de 6,2 et un taux de compression de 21 pour 1. Il fut proposé pour équiper le défunt Antonov An-71[4] ;
- D-436M : La version M fut proposée pour propulser le Yak-42M[3] ;
- D-436T1 : La version T1 est utilisée sur le Tu-334 et a été offert pour être utilisé dans le développement du Tu-414 (en)[5]. Cette version produit environ 93 kN de poussée[6]. Il fut aussi proposé pour le désormais défunt An-174 ;
- D-436T1-134 : La version T1-134 fut proposée comme moteur de remplacement pour le Tu-134 ;
- D-436T2 : La version T2 est retarée à 80,145 kN de poussée et est utilisée sur les Tu-334-100D et 200D, et Tu-354[7] ;
- D-436TP : La version TP fut développée pour être utilisée par l'avion amphibie Beriev Be-200. Cette version produit une poussée de 73 kN, comme la version T1[8],[9] ;
- D-436T3 : La version T3 ajouta une section d'amplification du débit d'air derrière la nouvelle soufflante à grande corde, et avait une poussée maximale d'environ 93 kN[9]. La version T3 fut également envisagée pour l'Iliouchine Il-214, mais les besoins de puissance de l'avion dépassaient la poussée maximale que pouvait fournir le moteur[10],[11] ;
- D-436-148 : La version -148 fut développée spécifiquement pour l'An-148[9],[12]. Cette version est détarée à 67 kN de poussée pour allonger la durée de vie du moteur[13] ;
- D-436TX : La version TX utilise le même corps central que la T3, mais dispose d'une turbine mise à jour et d'une soufflante à engrenages. Le moteur produit une poussée comprise entre 117 et 135 kN[9].

### Dérivés
- AI-436T12 : Ce moteur dérivé est en cours de développement pour être employé par le MS-21. Il est prévu qu'il produise 117 kN de poussée[14].

## Applications
- Antonov An-148
- Antonov An-72/74
- Beriev Be-200
- Tupolev Tu-334
- Yakovlev Yak-42M